# Lloyd's Register
Lloyd's Register es una Sociedad de clasificación y una organización de análisis de riesgos. Históricamente, Lloyd's Register of Shipping, era una organización exclusivamente de ámbito marítimo. A finales del siglo XX la compañía se diversificó en otros sectores.
Al igual que la famosa compañía de seguros, Lloyd's of London, Lloyd's Register toma su nombre y origen de la cafetería londinense del siglo XVII frecuentada por mercaderes, agentes de seguros y armadores, unidos todos ellos por sus negocios dentro del sector marítimo. El propietario Edward Lloyd, inventó un sistema de intercambiar información circulando una hoja informativa con las noticias que recibía. En 1760, la «sociedad de registro» (actualmente sociedad de clasificación) se formó con los clientes de la cafetería.
Aparte de esta conexión histórica, Lloyd's Register no tiene ninguna otra relación con la agencia de seguros Lloyd's of London.

## El registro
La sociedad editó el primer Registro de buques en 1764 para dar tanto a los agentes de seguros como a los armadores una idea del estado de los buques que aseguraban y fletaban. La clasificación "A1", de la que se deriva la actual nomenclatura de las «sociedades de clasificación», apareció por primera vez en la edición 1775-1776 del registro.
El registro, con información de buques mercantes de más de 100 TPM, se ha venido publicando anualmente desde entonces.

## La sociedad de clasificación
Lloyd's Register es la primera y más antigua sociedad de clasificación, estableciendo reglas diseñadas para aumentar la seguridad y asegurando que los buques se construyan y mantengan de acuerdo con esas reglas.
Actualmente es una de las tres empresas líderes en el sector, junto con la estadounidense American Bureau of Shipping y la noruega Det Norske Veritas.
Lloyd's Register es miembro de la Asociación Internacional de Sociedades de Clasificación (IACS), a la cual pertenecen las diez sociedades de clasificación más importantes del mundo.